# .cx
.cx је највиши Интернет домен државних кодова (ccTLD) за Божићна острва. Иако је статус администрације овог домена формално неодређен, он је активно администриран од стране Интернет администрације Божићних острва, непрофитне организације коју поседује заједница и која такође пружа интернет услуге острвљанима.
Овај НИД је пре био администриран од Planet Three Limited, компаније са седиштем у Уједињеном Краљевству и Аустралији, која је банкротирала, прекинула пословање и вољно пренела управљање на CIIA (тренутно под именом Dot CX Limited). Локална влада Божићних острва је прихватила овај пренос, али Комонвелт Аустралије (који има међународни ауторитет над Божићним острвима као спољашња територија) је није одмах одобрио. Аустралија је од тада објавила Memorandum of Understanding који признаје CIIA као легитимног менаџера .cx домена. Ипак, IANA и даље наводи изумрели Planet Three као менаџера.
.cx је најозлоглашенији као највиши Интернет домен за goatse.cx, "шок сајт" популаран код Интернет тролова, који је тренутно суспендован од стране CIIA због прекршаја њихове Политике прихватљиве употребе.